# The Legend of Zelda
The Legend of Zelda là một loạt trò chơi điện tử hành động phiêu lưu kỳ ảo do các nhà thiết kế trò chơi điện tử người Nhật Miyamoto Shigeru và Tezuka Takashi sáng tạo ra. Loạt game chủ yếu do Nintendo phát triển và phát hành, ngoại trừ một số phiên bản khác là do Nintendo thuê Capcom, Vanpool và Grezzo thực hiện. Lối chơi của loạt game kết hợp hành động phiêu lưu với các yếu tố hành động nhập vai.
Loạt game xoay quanh các hóa thân khác nhau của Link, một người đàn ông can đảm trẻ tuổi xứ Hyrule, với đôi tai nhọn như loài yêu tinh; và Công chúa Zelda, một công chúa có phép thuật, cũng là tái sinh phàm nhân của nữ thần Hylia; cả hai chiến đấu để cứu vùng đất ma thuật của Hyrule khỏi Ganon, một tên bạo chúa độc ác đã hóa thành quỷ vương, kẻ phản diện chính của loạt. Ganon muốn sử dụng Triforce, một di vật thiêng liêng do ba nữ thần - đã tạo ra Hyrule - để lại nhằm cứu thế giới khỏi số phận đen tối. Khi tập hợp lại với nhau, sức mạnh của Triforce có thể hiện thực hóa bất kỳ điều ước nào mà người sở hữu mong muốn, tuy nhiên nếu ai đó có trái tim không cân bằng giữa ba đức tính Sức mạnh, Dũng cảm và Trí tuệ, khi cố gắng chạm vào Triforce, nó sẽ tách thành ba hình tam giác và gắn kết với ba người, những người có trái tim hiện thân của đức tính tương ứng.
Mặc dù tính cách và cốt truyện của các trò chơi đều khác nhau, các hóa thân của Link và Zelda thường có nhiều đặc điểm chung; chẳng hạn như Link thuận tay trái và gắn liền với màu xanh, trong khi Công chúa Zelda là thành viên của gia đình hoàng gia. Trong khi xung đột với Ganon đóng vai trò là cốt lõi của loạt, một số trò chơi có các bối cảnh và cách chiến đấu khác, chẳng hạn như Link dấn thân vào các cuộc phiêu lưu hoặc được gửi đến những vùng đất khác của một dòng thời gian khác.
Kể từ khi trò chơi Legend of Zelda đầu tiên được phát hành vào năm 1986, loạt trò chơi đã mở rộng rất nhiều và hiện bao gồm 19 loạt chính trên tất cả các máy chơi trò chơi điện tử của Nintendo, cũng như một số trò chơi spin-off. Một bộ phim hoạt hình dựa theo loạt đã phát sóng tại Mỹ vào năm 1989, và manga chuyển thể từ loạt trò chơi do Nintendo đặt hàng đã xuất bản tại Nhật Bản từ năm 199. The Legend of Zelda là một trong những thương hiệu nổi bật và thành công nhất của Nintendo; nhiều trò chơi trong số đó được xem là những trò chơi xuất sắc nhất mọi thời đại.

## Tổng quát

### Lối chơi
Trò chơi The Legend of Zelda kết hợp giữa các câu đố, hành động, phiêu lưu/chiến đấu và khám phá. Những yếu tố này không đổi trong suốt loạt, nhưng với những cải tiến và bổ sung trong mỗi trò chơi mới. Các trò chơi sau này trong loạt cũng bao gồm lối chơi lén lút, người chơi phải tránh né kẻ thù để qua màn, cũng như các yếu tố đua xe. Mặc dù trò chơi có thể hoàn thành với số lượng thăm dò và nhiệm vụ phụ tối thiểu, người chơi thường xuyên được thưởng các vật phẩm hữu ích, tăng khả năng giải câu đố hoặc khám phá các khu vực ẩn. Một số vật phẩm nhất quán và xuất hiện nhiều lần trong suốt loạt (chẳng hạn như bom và hoa bom, có thể được sử dụng vừa làm vũ khí vừa để mở các cửa bị chặn hoặc ẩn; boomerangs, có thể giết hoặc làm tê liệt kẻ địch; chìa khóa cửa; thanh kiếm ma thuật, khiên và cung tên), trong khi những thứ khác là độc quyền trong một trò chơi. Mặc dù các trò chơi chứa nhiều yếu tố nhập vai (Zelda II: The Adventure of Link là trò chơi duy nhất có hệ thống trải nghiệm), chúng nhấn mạnh vào chiến đấu theo kiểu chặt và chém đơn giản hơn là chiến đấu nhập vai chiến thuật theo thời gian, theo lượt hoặc ATB của loạt Final Fantasy. Tuy nhiên, các yếu tố nhập vai của trò chơi đã dẫn đến nhiều cuộc tranh luận về việc liệu các trò chơi Zelda có nên được phân loại là trò chơi nhập vai hành động hay không, một thể loại mà loạt có ảnh hưởng mạnh mẽ.
Mỗi trò chơi trong loạt Zelda chính đều bao gồm ba khu vực chính: một thế giới ngầm kết nối tất cả các khu vực khác, trong đó chuyển động là đa hướng, cho phép người chơi tự do hành động ở một mức độ nào đó; khu vực tương tác với các nhân vật khác (chỉ đơn thuần là hang động hoặc phòng ẩn trong trò chơi đầu tiên, nhưng mở rộng ra toàn bộ thị trấn và thành phố trong các trò chơi tiếp theo), người chơi nhận các vật phẩm hoặc lời khuyên đặc biệt, có thể mua thiết bị hoặc hoàn thành nhiệm vụ phụ; và dungeons, những khu vực được bố trí như mê cung, thường là dưới lòng đất, bao gồm nhiều loại kẻ địch, trùm và vật phẩm. Mỗi hầm ngục thường có một vật phẩm chính bên trong, có thể cần thiết để giải quyết nhiều câu đố trong ngục tối đó và thường đóng vai trò quan trọng trong việc đánh bại con trùm trong ngục đó, cũng như lên hạng trong trò chơi. Trong hầu hết mọi trò chơi Zelda, việc đi lại được hỗ trợ bằng cách xác định vị trí bản đồ, bản đồ cho thấy bố cục và một chiếc la bàn ma thuật, cho biết vị trí của các vật phẩm quan trọng và nhỏ hơn như chìa khóa và thiết bị. Trong các trò chơi sau này, hầm ngục bao gồm một "chìa khóa lớn" đặc biệt sẽ mở khóa cửa để chiến đấu với trùm và mở rương vật phẩm.
Trong hầu hết các trò chơi Zelda, HP hoặc đồng hồ đo tuổi thọ của người chơi được biểu thị bằng một đường trái tim, mỗi trái tim thường đại diện cho lần đánh trúng đích. Khi bắt đầu trò chơi, người chơi chỉ có ba trái tim nhưng người chơi có thể tăng số trái tim tối đa bằng cách tìm những viên pha lê hình trái tim được gọi là "Heart Containers". Hộp đựng đầy trái tim thường được nhận ở cuối dungeon và rơi ra bởi các con trùm trong dungeon. Các "Mảnh ghép của Trái tim" nhỏ hơn được trao thưởng khi hoàn thành các nhiệm vụ phụ hoặc được tìm thấy ẩn trong thế giới trò chơi ở nhiều nơi khác nhau và yêu cầu một số lượng nhất định (thường là bốn) để tạo thành một hộp đựng trái tim đầy đủ. Có thể bổ sung sức khỏe bằng cách nhặt trái tim của kẻ thù bị đánh bại hoặc đồ vật bị phá hủy, tiêu thụ các vật phẩm như bình thuốc hoặc thức ăn, hoặc đến Great Fairy Fountain  để Great Fairy Link chữa lành hoàn toàn. Thỉnh thoảng người chơi sẽ tìm thấy những nàng tiên ẩn trong những địa điểm cụ thể; những nàng tiên này có thể chữa lành cho Link ngay lập tức hoặc được giữ trong chai rỗng, và sẽ hồi sinh người chơi trong lần chết tiếp theo.
Trò chơi đi tiên phong trong một số tính năng đã trở thành tiêu chuẩn của ngành. Legend of Zelda bản gốc là trò chơi đầu tiên có chức năng lưu cho phép người chơi ngừng chơi và sau đó tiếp tục lại. The Legend of Zelda: Ocarina of Time đã giới thiệu một hệ thống nhắm mục tiêu cho phép người chơi khóa góc nhìn vào kẻ địch hoặc NPC, giúp đơn giản hóa trong chiến đấu 3D.

## Lịch sử

### Thập niên 1980

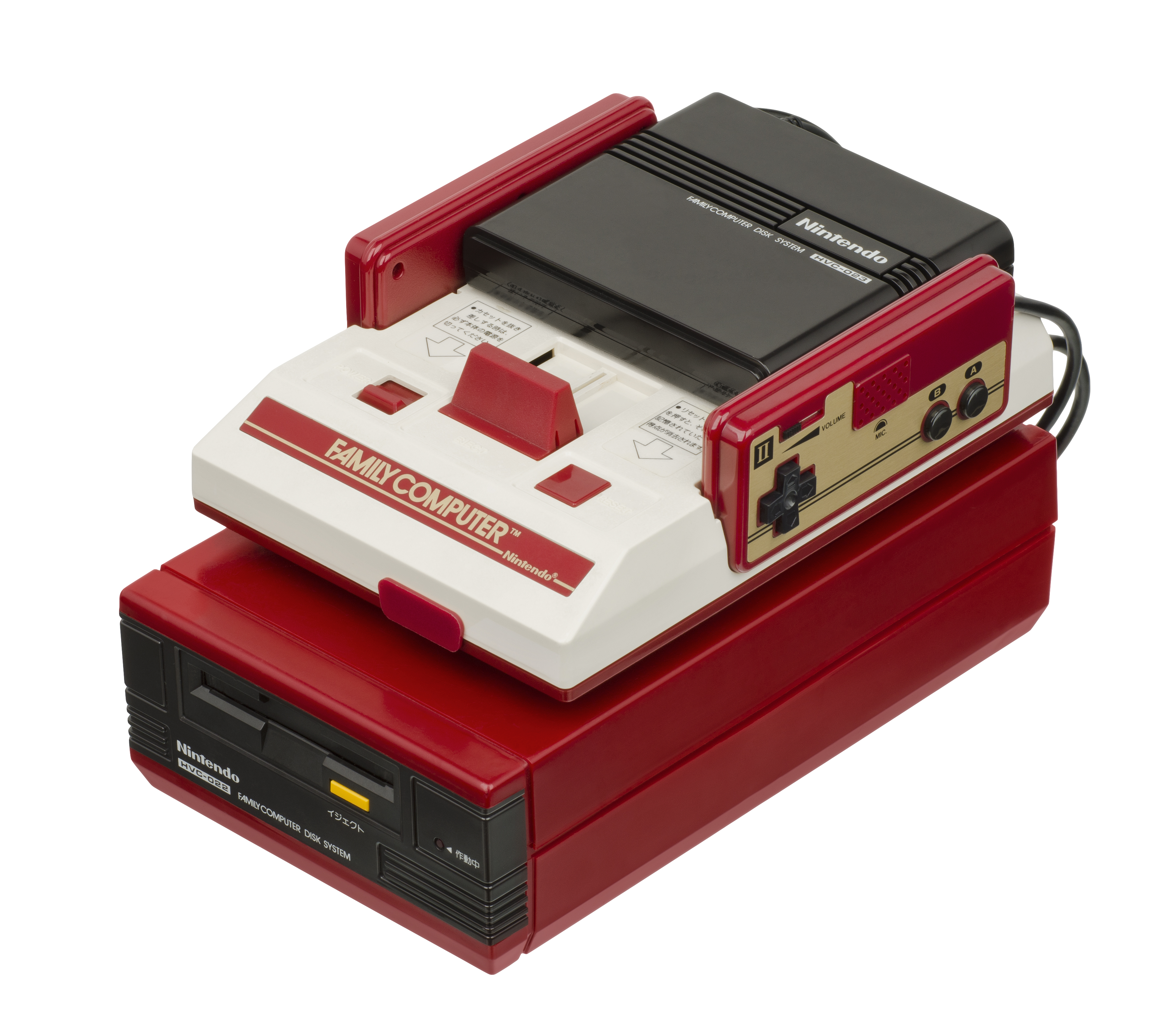
Trò chơi Legend of Zelda xuất hiện đầu tiên trên Famicom Disk System năm 1986. Sau đó game được chuyển đổi thành trò chơi băng cho NES của Mỹ.

The Legend of Zelda là trò chơi đầu tiên của loạt, phát hành lần đầu tiên tại Nhật Bản ngày 21 tháng 2 năm 1986, trên Famicom Disk System. Một phiên bản dùng băng sử dụng bộ nhớ lưu bằng pin, phát hành lần lượt ở Hoa Kỳ ngày 22 tháng 8 và ở Châu Âu ngày 27 tháng 11 năm 1987. Game có "Nhiệm vụ Thứ hai", có thể chọn vào sau khi hoàn thành trò chơi hoặc bằng cách đăng ký tên thành "ZELDA" khi bắt đầu một nhiệm vụ mới. "Nhiệm vụ Thứ hai" có các dungeon và vị trí vật phẩm khác nhau, cũng như những kẻ thù khó nhằn hơn.

Trò chơi thứ hai, Zelda II: The Adventure of Link phát hành cho Famicom Disk System ở Nhật Bản ngày 14 tháng 1 năm 1987 và cho Nintendo Entertainment System ở Châu Âu tháng 11 và Bắc Mỹ tháng 12 năm 1988. Game đã đổi góc nhìn từ trên xuống thành cuộn bên (mặc dù góc nhìn từ trên xuống vẫn được giữ lại cho các khu vực overworld) và giới thiệu các yếu tố RPG (chẳng hạn như điểm kinh nghiệm) chư từng có trước hoặc sau đó trong loạt. Legend of Zelda và Zelda II phát hành bằng các hộp băng màu vàng thay vì hộp màu xám thông thường của máy. Cả hai đều phát hành lại vào những năm cuối cùng của Nintendo Entertainment System với hộp băng màu xám.
| 1986 | The Legend of Zelda                      |
| 1987 | The Adventure of Link                    |
| 1988 |                                          |
| 1989 |                                          |
| 1990 |                                          |
| 1991 | A Link to the Past                       |
| 1992 |                                          |
| 1993 | Link's Awakening                         |
| 1994 |                                          |
| 1995 |                                          |
| 1996 |                                          |
| 1997 |                                          |
| 1998 | Ocarina of Time                          |
| 1998 | Link's Awakening DX                      |
| 1999 |                                          |
| 2000 | Majora's Mask                            |
| 2001 | Oracle of Seasons and Oracle of Ages     |
| 2002 | Four Swords                              |
| 2002 | The Wind Waker                           |
| 2003 | The Legend of Zelda: Collector's Edition |
| 2004 | Four Swords Adventures                   |
| 2004 | The Minish Cap                           |
| 2005 |                                          |
| 2006 | Twilight Princess                        |
| 2007 | Phantom Hourglass                        |
| 2008 |                                          |
| 2009 | Spirit Tracks                            |
| 2010 |                                          |
| 2011 | Ocarina of Time 3D                       |
| 2011 | Skyward Sword                            |
| 2012 |                                          |
| 2013 | The Wind Waker HD                        |
| 2013 | A Link Between Worlds                    |
| 2014 |                                          |
| 2015 | Majora's Mask 3D                         |
| 2015 | Tri Force Heroes                         |
| 2016 | Twilight Princess HD                     |
| 2017 | Breath of the Wild                       |
| 2018 |                                          |
| 2019 | Link's Awakening                         |
| 2020 |                                          |
| 2021 |                                          |
| 2022 |                                          |
| 2023 | Tears of the Kingdom                     |

## Tiếp nhận và kế thừa
| Trò chơi                   | Năm  | Số bản đã bán ra (tính bằng triệu) | GameRankings                | Metacritic               |
| -------------------------- | ---- | ---------------------------------- | --------------------------- | ------------------------ |
| The Legend of Zelda        | 1986 | 6.51                               | NES: 84% GBA: 79%           | GBA: 84                  |
| The Adventure of Link      | 1987 | 4.38                               | NES: 78% GBA: 69%           | GBA: 73                  |
| A Link to the Past         | 1991 | 4.61                               | SNES: 93% GBA: 92%          | GBA: 95                  |
| Link's Awakening           | 1993 | 3.83                               | GB: 90% GBC: 91%            | –                        |
| Ocarina of Time            | 1998 | 13.82                              | N64: 98% GC: 90% 3DS: 94%   | N64: 99 GC: 91 3DS: 94   |
| Majora's Mask              | 2000 | 6.64                               | N64: 92% 3DS: 90%           | N64: 95 3DS: 89          |
| Oracle of Seasons and Ages | 2001 | 3.96                               | (Seasons) 91% (Ages) 92%    | –                        |
| Four Swords                | 2002 | –                                  | DS: 85%                     | DS: 85                   |
| The Wind Waker             | 2002 | 6.76                               | GC: 94% Wii U: 91%          | GC: 96 Wii U: 90         |
| Four Swords Adventures     | 2004 | –                                  | GC: 85%                     | GC: 86                   |
| The Minish Cap             | 2004 | 1.76                               | GBA: 90%                    | GBA: 89                  |
| Twilight Princess          | 2006 | 9.98                               | GC: 95% Wii: 95% Wii U: 86% | GC: 96 Wii: 95 Wii U: 86 |
| Phantom Hourglass          | 2007 | 4.76                               | DS: 89%                     | DS: 90                   |
| Spirit Tracks              | 2009 | 2.96                               | DS: 87%                     | DS: 87                   |
| Skyward Sword              | 2011 | 3.67                               | Wii: 93%                    | Wii: 93                  |
| A Link Between Worlds      | 2013 | 4.16                               | 3DS: 91%                    | 3DS: 91                  |
| Tri Force Heroes           | 2015 | 1.34                               | 3DS: 72%                    | 3DS: 73                  |
| Breath of the Wild         | 2017 | 21.43                              | NS: 97% Wii U: 97%          | NS: 97 Wii U: 96         |
| Link's Awakening           | 2019 | 4.38                               | NS: 87%                     | NS: 87                   |